# Gideon Omokirio
Gideon Omokirio (12 de octubre de 1976) es un futbolista salomonense que juega como defensor en el Koloale FC.
También es el entrenador de la selección de fútbol playa de su país.

## Carrera
Debutó en 1996 en el Laugu United, jugó allí hasta 2002. Exceptuando un pequeño período de seis meses en el que estuvo a préstamo en el Nelson Suburbs de Nueva Zelanda. Fue trasferido al Kossa FC, aunque entre 2005 y 2006 tuvo un paso por el Fair West. Fue parte del plantel del Kossa hasta 2009, cuando viajó a Papúa Nueva Guinea para integrarse al Hekari United. En 2011 regresó al Koloale FC.

### Clubes
| Club                        | País               | Año               |
| --------------------------- | ------------------ | ----------------- |
| Laugu United                | Islas Salomón      | 1996 - 2002       |
| Nelson Suburbs              | Nueva Zelanda      | 1998 (a préstamo) |
| Kossa Football Club         | Islas Salomón      | 2002 - 2004       |
| Fair West                   | Islas Salomón      | 2004 - 2005       |
| Kossa Football Club         | Islas Salomón      | 2006 - 2009       |
| Hekari United Football Club | Papúa Nueva Guinea | 2009 - 2011       |
| Koloale FC Honiara          | Islas Salomón      | 2011 - 2013       |

### Selección nacional
Jugó 35 partidos representado a las Islas Salomón, en los que convirtió 4 goles.

#### Fútbol Playa
Omokirio fue uno de los principales jugadores de la selección de fútbol playa salomonense. Jugó la Copa Mundial de Fútbol Playa de FIFA en 4 oportunidades, 2006, 2007, 2008 y 2009. En total disputó 11 encuentros, convirtiendo 3 goles.